# Daniela Sbrollini
Daniela Sbrollini (Latiano, 30 settembre 1971) è una politica italiana.

## Biografia
Nata a Latiano (Brindisi), diplomatasi al liceo classico, si trasferisce a Vicenza dove inizia il suo percorso in politica. È stata dal 2000 al 2008 dipendente dell'ANCI Veneto.
Nel 2001 diventa segretaria provinciale dei Democratici di Sinistra (DS) di Vicenza, mantenendo la carica fino alla confluenza dei DS nel Partito Democratico (PD) nel 2007. Dallo stesso anno è stata consigliera provinciale e capogruppo dei DS e quindi del PD.

### Elezione a deputata
Viene eletta deputata della XVI Legislatura dopo le elezioni politiche del 2008, quinquennio nel quale è componente di alcuni organi parlamentari: dal 21 maggio 2008 è stata membro della XII Commissione permanente, dal 4 giugno membro della Commissione per l'infanzia e l'adolescenza, dal 21 luglio membro della Commissione per l'accesso ai documenti amministrativi, per ogni commissione sino al termine della legislatura.
Nel dicembre 2012 partecipa alle elezioni primarie "Parlamentarie” del PD per selezionare i candidati al Parlamento in vista delle elezioni politiche, ottenendo 4.920 preferenze a Vicenza e risultando la candidata donna più votata in Veneto, venendo candidata alla Camera dei deputati, tra le liste del PD nella circoscrizione Veneto 1 in nona posizione, venendo rieletta deputata. Nella XVII legislatura della Repubblica è stata vicepresidente della 12ª Commissione Affari sociali e membro della Commissione parlamentare d'inchiesta sulla morte del militare Emanuele Scieri.
Nel dicembre 2013 entra a far parte della Direzione nazionale del PD, mentre nel 2015 diventa Responsabile Sport e Welfare nella segreteria nazionale del PD.
Nel settembre 2015 presenta una proposta di legge sullo sport sottoscritta da 158 deputati di ogni gruppo parlamentare, proposta tra le più sottoscritte della legislatura; il mese successivo è nella commissione che propone la candidatura di Vicenza a Città europea dello sport 2017.
Il 22 luglio 2017 viene confermata dal segretario del PD Matteo Renzi come Responsabile con delega allo Sport, ma non al welfare, nella segreteria nazionale del PD.

### Elezione a senatrice
Dopo due legislature trascorse alla Camera, alle elezioni politiche del 2018 si candida al Senato della Repubblica, tra le liste del PD nel collegio plurinominale Veneto - 02, risultando eletta senatrice.
In vista delle primarie del PD del 2019 Sbrollini sostiene la mozione del segretario uscente Maurizio Martina, ex ministro delle politiche agricole nei governi Renzi e Gentiloni e rappresentante l'area "filo-renziana" del partito, che risulterà perdente arrivando secondo con il 22% dei voti dietro a Nicola Zingaretti (66%).
A seguito della scissione nel PD da parte del gruppo dei parlamentari renziani, Sbrollini aderisce il 18 settembre 2019 ad Italia Viva, nuovo partito fondato da Matteo Renzi di stampo liberale e centrista.
Alle elezioni politiche anticipate del 2022 viene ricandidata al Senato, per la lista elettorale Azione - Italia Viva nel collegio plurinominale Veneto - 02 in seconda posizione, dietro al leader della lista Carlo Calenda, venendo rieletta senatrice. Nella XIX legislatura è membro della 7ª Commissione Cultura e patrimonio culturale, istruzione pubblica e della Commissione parlamentare di inchiesta sul femminicidio, nonché su ogni forma di violenza di genere, oltreché vicepresidente della 10ª Commissione Affari sociali, sanità, lavoro pubblico e privato, previdenza sociale e, dal 13 febbraio 2024, segretaria dell'ufficio di presidenza del Senato.

#### Corsa alla presidenza della Regione Veneto
Alle elezioni regionali del 2020 si candida alla presidenza della Regione Veneto, sostenuta da Italia Viva, Partito Socialista Italiano, Civica per il Veneto e Partito Repubblicano Italiano nella lista elettorale "Daniela Sbrollini Presidente", raccogliendo però un misero 0,62% dei voti e venendo superata sia dai candidati maggiori (l'uscente Luca Zaia del centro-destra, Arturo Lorenzoni del centro-sinistra ed Enrico Cappelletti del Movimento 5 Stelle) che da quelli minori (Paolo Girotto del Movimento 3V - Libertà di Scelta, Antonio Guadagnini del Partito dei Veneti e Paolo Benvegnù di Solidarietà Ambiente Lavoro).

## Attività extrapolitiche
È membro del consiglio direttivo dell'Associazione Parlamentare Giovanni Agnelli Juventus Club e, da novembre 2015, componente della Nazionale parlamentare femminile di calcio.